# MIRC
mIRC je računalniški program za komunikacijo preko protokola IRC za operacijski sistem Windows z grafičnim uporabniškim vmesnikom. Ustvaril in razvil ga je Khaled Mardam-Bey leta 1995. Črka m v njegovem imenu ima do sedaj, še zmeraj nepojasnjen pomen, imela pa naj bi negativen prizvok »moo« ali na kratko mu. Tako se je obdržalo ime m-I-R-C ali kar na kratko »mirk«.

## Zgodovina
Khaled Mardam-Bey se je odločil ustvariti mIRC zato, ker se je mu je zdel prvi takratni odjemalec WinIRC preveč neuporaben, zato se je odločil, da razvije nov program z naprednejšimi funkcijami. Program je zaradi svoje popularnosti in prepoznavnosti zelo hitro prirasel k srcom uporabnikom, zaradi tega ga je avtor tudi redno posodabljal. Program je stal prvotno 20$, seveda pa je imel tudi 30 dnevno brezplačno različico. Zadnje različice programa vsebujejo tudi okno, ki uporabniku vsili registracijo, ampak deluje program tudi brez nje.

## Prednosti mIRC-a
Program se je že od začetka razlikoval od drugih odjemalcev, zaradi tega je bil izjemno priljubljen. Ena izmed velikih prednosti je ta, da vsebuje skriptni jezik, s katerim se lahko dopolni funkcionalnost ali delovanje programa prilagodi potrebam uporabnika. Prav tako skripte umogočajo uporabniku, da si naredi svoje funkcije ali ukaze. 
Velika pridobitev za sam program je bila tudi vključitev protokola DCC, kar je pomenilo majhno revolucijo pri pošiljanju podatkov.
Kasneje je sledil še DHCP, ki je še izboljšana prejšnjega protokola.
Z leti je program dobil še nove jezikovne podpore, kar mu je omogočilo tudi prodor na druga jezikovna območja v zadnji različici pa je omogočen tudi IPv6 dostop.

## mIRC skripte
Ravno s skriptami je postal mIRC še bolj prijazen do uporabnika, omogočal pa je vrsto novih funkcij s katerimi si je lahko uporabnik olajšal ne le pogovor, temveč tudi nadzor nad IRC kanali. Skriptiranje ni bilo omejeno zgolj na program mIRC in tako je kaj kmalu dobil kopico vtičnikov in nadgradenj. Skripte so imele po navadi velik vpliv na »obrambo« kanala, saj so omogočale samodejno pošiljanje ukazov, na določene dogodke in spremembe. Ravno zaradi le-teh, pa so se začeli tudi prepiri glede »kraje« kanalov, »nickov« ali vzdevka na klepetu in podobno. Prav tako pa je bila slaba stran skript, spam in ostale nevarnosti, saj so se kmalu pojavili tudi računalniški virusi, specializirani za IRC omrežje in so se zaradi množične uporabe z lahkoto širili.
Zgled skripte, ki je odreagirala, ko se je nekdo pridružil kanalu: 

```
;To je šlo v zaviheh Remote script.

;Ko se je uporabnik pridružil kanalu #IRChelp mu je ta napisal na kanal Zdravo
on *:JOIN:#IRChelp: { msg $chan Zdravo $nick }

;Sedaj je pozdravil vsakega, ki se je pridružil na kateri koli kanal.
on *:JOIN:#: { msg $chan Zdravo $nick lepo da si prišel. }
```

Kodo lahko vnesemo v »Remote script« v samem programu, ali pa jo le naložimo iz datoteke.
Tako je program dobival veliko večjo funkcionalnost in v njem ni zmanjkalo takih in drugačnih pripomočkov, ter celo iger.
Nekatere izmed popularnih skript lahko dobite na enem izmed naslovov v zunanjih povezavah.

## Notranje povezave
- IRCnet
- Messenger
- ICQ
- Skype